# Ochthebius rugulosus
Ochthebius rugulosus es una especie de escarabajo del género Ochthebius, familia Hydraenidae. Fue descrita científicamente por Wollaston en 1857.
Se distribuye por España, en la isla de Gran Canaria. Mide 2 milímetros de longitud y su edeago 0,46 milímetros.